# Les Halles
Les Halles es una comuna francesa situada en el departamento de Ródano, en la región de Auvernia-Ródano-Alpes.

## Demografía
| 261 | 217 | 227 | 180 | 259 | 333 | 505 |
| Para los censos de 1962 a 1999 la población legal corresponde a la población sin duplicidades (Fuente: INSEE [Consultar]) |     |     |     |     |     |     |